# Linia kolejowa nr 85
Linia kolejowa nr 85 – magistralna, jedno i dwutorowa, zelektryfikowana linia kolejowa znajdująca się w obrębie stacji Warszawa Zachodnia. Linia została udostępniona 19 grudnia 2021 r. wraz z otwarciem peronu 6 stacji Warszawa Zachodnia.
Zgodnie z planami budowy CPK w przyszłości linia kolejowa nr 85 ma zostać rozbudowana do Łodzi, a później do Sieradza i Poznania.